# Рауп, Карл

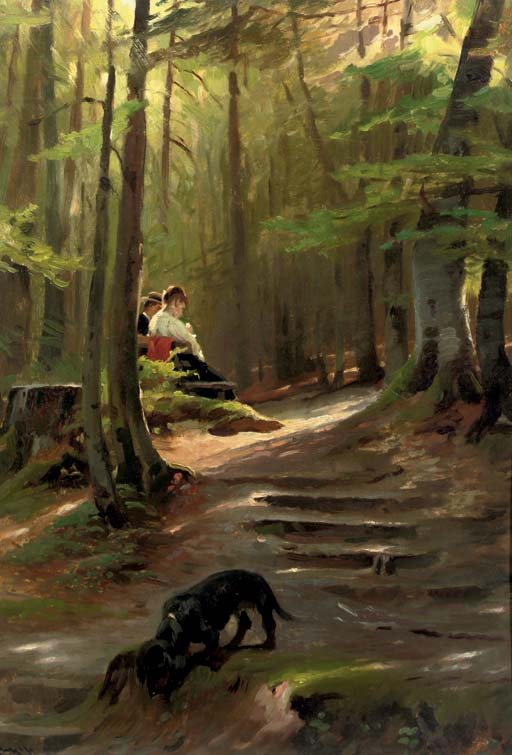
Карл Рауп
Любопытная такса в солнечном лесу

Карл Рауп (нем. Karl Raupp; 3 марта 1837, Дармштадт — 14 июня 1918, Мюнхен) — немецкий художник и график.

## Биография
Рауп изучал пейзаж у художника Августа Лукаса, затем в Городской школе Франкфурта-на-Майне у Якоба Беккера — жанровую живопись (в 1856—1858 годах). В 1860—1865 годах Рауп посещал в Мюнхенской Академии искусств класс Карла Пилоти. После окончания учёбы художник открыл собственную мастерскую, где занимался также преподаванием.
В 1868—1879 годах Рауп — профессор в Школе прикладного искусства Нюрнберга, затем профессор в Мюнхенской Академии. Среди учеников Раупа — художники Карл Арнольд, Италино Брасс, Эрих Куитан, Карел Рашек, Эдмунд Харбургер, Ханс Эмменеггер.
Работал с 1869 года в районе озера Кимзе, за что получил прозвище Кимзе-рауп. Основал на острове Фрауэнинзель колонию художников, был автором учебника по живописи (4-е издание в 1904 году).
Рауп писал преимущественно яркие, наполненные положительными эмоциями картины. Это жанровая живопись и пейзажи. Героями его полотен являются рыбаки с Кимзе и крестьяне Верхней Баварии. Художник также тонко чувствовал и передавал в своих работах цвет и игру света.

## Избранные полотна
- Под защитой матери (Im Schutz der Mutter)
- Лодочная переправа на Кимзе (Kahnfahrt auf dem Chiemsee)
- Молодёжь (Junges Volk)
- Разные пассажиры (Verschiedene Passagiere)
- Бегство от бури (Heimkehr vor dem Wetter)
- На тихих водах (Auf stiller Flut)
- Благополучно вернувшись в бурных волнах (Glücklich gelandet in den Wellen)
- Благовест в полдень во время жатвы (Gebetläuten am Mittag während der Ernte)
- Ave Maria
- Амалия Нистер, невеста художника (Amalie Nister als Braut des Künstlers), хранится в мюнхенской Новой пинакотеке
- Приближающееся ненастье на Кимзе (Aufziehendes Gewitter am Chiemsee), ок. 1885, хранится в мюнхенской Новой пинакотеке
- Первое знакомство (Ernste Begegnung), 1889, хранится в мюнстерском Вестфальском земельном музее.